# Mar das Éguas

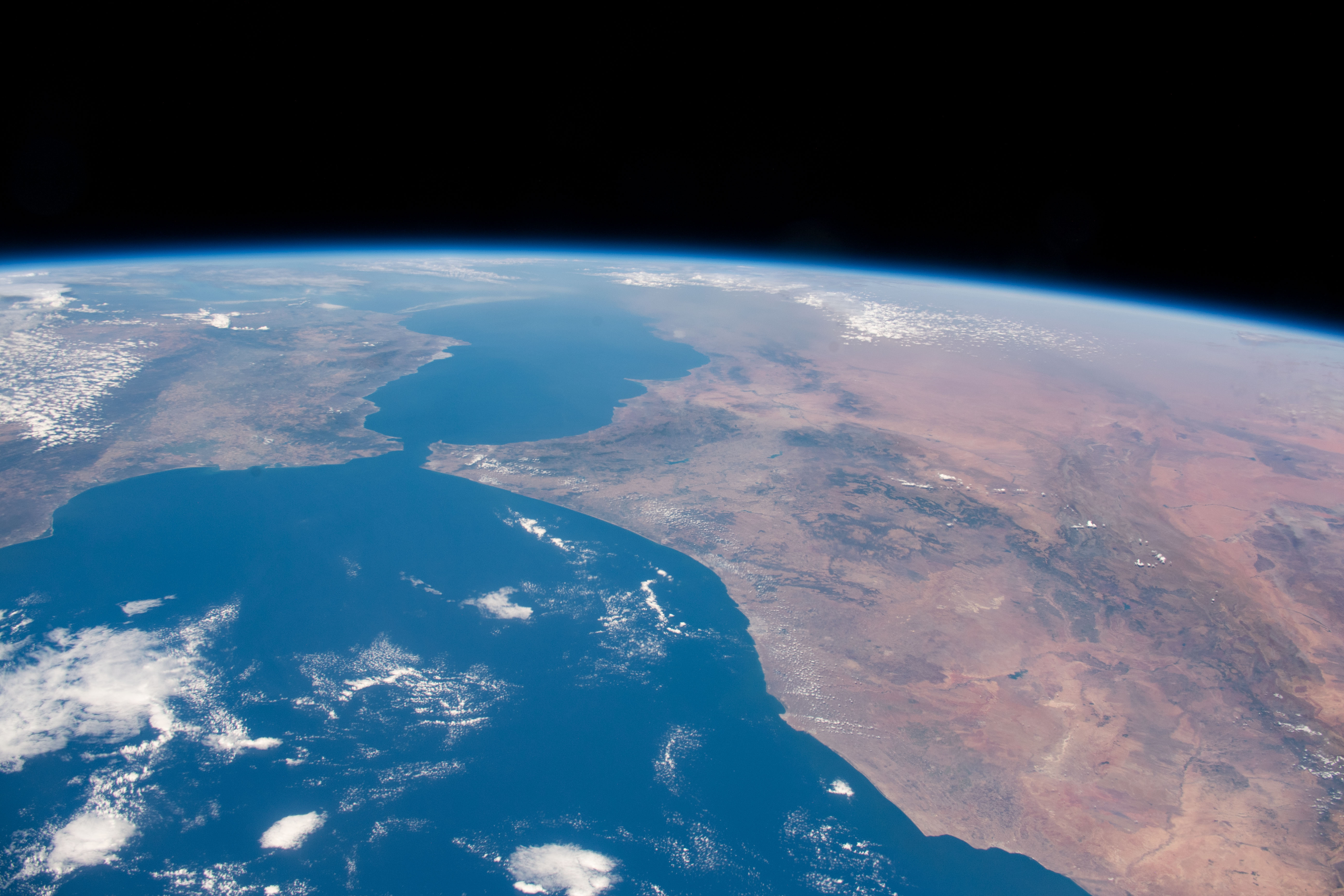
O Mar das Éguas, visto da Estação Espacial Internacional

O Mar das Éguas, outrora conhecido também como Vale de Águas ou Vale de Éguas, é o nome dado ao golfo entre Portugal, Espanha e Marrocos, a ocidente do Estreito de Gibraltar. Deve o seu nome aos "saltos" provocados pelas ondas.